# Dwars door België 1978
La Dwars door België 1978, trentatreesima edizione della corsa, si svolse il 2 aprile su un percorso di 198 km, con partenza ed arrivo a Waregem. Fu vinta dall'olandese Jos Schipper della squadra Marc Zeepcentrale-Superia davanti ai belgi Frank Hoste e Guido Van Sweevelt.

## Ordine d'arrivo (Top 10)
| Pos. | Corridore           | Squadra                   | Tempo    |
| ---- | ------------------- | ------------------------- | -------- |
| 1    | Jos Schipper        | Marc Zeepcentrale-Superia | 4h55'00" |
| 2    | Frank Hoste         | Ijsboerke-Gios            | s.t.     |
| 3    | Guido Van Sweevelt  | Ijsboerke-Gios            | s.t.     |
| 4    | Ferdi Van den Haute | Marc Zeepcentrale-Superia | s.t.     |
| 5    | Fons De Bal         | Ijsboerke-Gios            | s.t.     |
| 6    | Walter Planckaert   | C&A                       | s.t.     |
| 7    | Dirk Baert          | Carlos-Galli-Alan         | s.t.     |
| 8    | Walter Godefroot    | Ijsboerke-Gios            | s.t.     |
| 9    | Ad Prinsen          | Bode deuren-Shimano       | s.t.     |
| 10   | Marc Renier         | Ijsboerke-Gios            | s.t.     |